# Collet de les Pereres
El Collet de les Pereres és una collada al terme municipal de Sant Quirze Safaja, de la comarca del Moianès.
Té una altitud de 861,8 metres sobre el nivell del mar. És al sector nord del terme de l'antic poble de Bertí, a prop del termenal amb Sant Miquel Sesperxes, a l'extrem nord-est del Serrat del Soler. És a prop i a llevant del Collet de la Feu. Hi passa el Camí de Bellavista Nova. El Pla de Bernils queda a llevant seu.